# Franz de Paula Gundaker von Colloredo-Mannsfeld

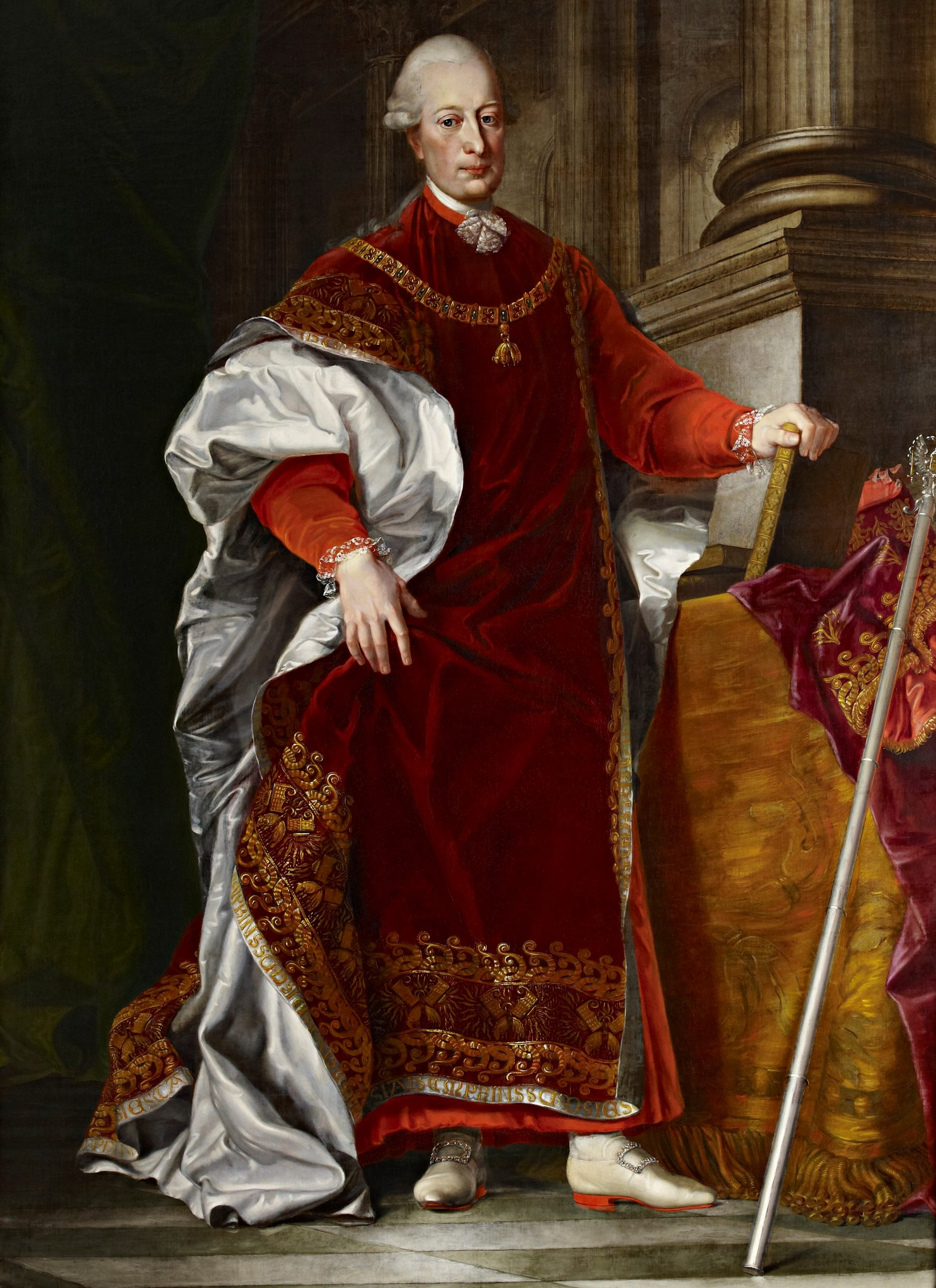
Franz de Paula Gundaker I. Fürst von Colloredo-Mannsfeld

Franz de Paula Gundaker I., Fürst von Colloredo-Waldsee-Mels-Man(n)sfeld (* 28. Mai 1731 in Wien; † 27. Oktober 1807 ebenda) war ein habsburgischer Diplomat und der letzte Reichsvizekanzler des Heiligen Römischen Reiches.

## Familie
Sein Vater war der Vizekanzler Rudolph Joseph von Colloredo-Waldsee, einer seiner Brüder der Erzbischof von Salzburg Hieronymus von Colloredo, der zeitweilige Dienstherr von Wolfgang Amadeus Mozart. Er selbst heiratete 1771 Maria Isabella, die Tochter von Fürst Heinrich Franz II. zu Mannsfeld und Fondi und Enkelin von Carl Franz Anton von Mansfeld. Da Heinrich Franz II. keine männlichen Nachkommen hatte, kam es nach dessen Tod zur Namens- und Wappenvereinigung beider Familien. In zweiter Ehe heiratete Fürst Colloredo-Mannsfeld 1797 Maria Josepha von Schrattenbach, die Witwe von Graf Guidobald von Dietrichstein und von Graf Johann Joseph von Khevenhüller-Metsch. Aus seiner ersten Ehe stammten drei Söhne und zwei Töchter. Zu seinen Söhnen gehörten der Feldmarschallleutnant Hieronymus von Colloredo-Mansfeld. der Diplomat und Politiker Ferdinand von Colloredo-Mannsfeld und der Erste Oberhofmeister Rudolf von Colloredo-Mannsfeld.

## Leben
Franz Gundaker wurde von seiner Ausbildung her auf eine diplomatische Laufbahn vorbereitet. Im Jahr 1753 wurde er zum Reichshofrat ernannt. Später war er für den Kaiser auf diplomatischen Missionen unterwegs. Insbesondere wurde er bei Wahlen geistlicher Reichsfürsten mit der kaiserlichen Interessenvertretung betraut. 1760 war er als kaiserlicher Sondergesandter am französischen Hof, um die Heirat von Erzherzog Joseph mit der Infantin Isabella von Bourbon-Parma vorzubereiten. Im Jahr 1766 wurde er zum Geheimen Rat ernannt. 1764 überbrachte er Maria Theresia aus Frankfurt die Botschaft von der Wahl Josephs II. zum römischen König. Zwischen 1767 und 1770 war er Botschafter in Spanien und wurde danach erster kaiserlicher Kommissar bei der Visitation des Reichskammergerichts in Wetzlar. 1788, nach dem Tod seines Vaters übernahm er die Besitzungen der Familie in Böhmen und Österreich und wurde als dessen Nachfolger 1789 Reichsvizekanzler, ohne dass er die Auflösung des Reiches aufhalten konnte. Mit dem Ende des Reiches 1806 endete auch das Amt des Vizekanzlers.